# إقليم كودات
إقليم كودات (بالملايوية: Bahagian Kudat)‏ هو أحد أقاليم ولاية صباح، ماليزيا.